# Jacky Brichant
Jacques Brichant, né le 28 mars 1930 à Mont-sur-Marchienne et mort le 9 mars 2011 à Bruxelles, est un ancien joueur de tennis et de basket-ball belge des années 1950.
Il fut l'un des meilleurs joueurs de tennis belge avant l'ère Open. Il a remporté le tournoi junior des Internationaux de France de tennis 1947 et le championnats de Belgique de tennis à 8 reprises en simple (de 1955 à 1962) et à 12 reprises en double. Il connut son heure de gloire à la fin des années 1950 en atteignant à trois reprises les quarts de finale à Roland-Garros, ainsi que les demi-finales en 1958. Il s'est également distingué en Coupe Davis en remportant à deux reprises la finale de la zone européenne. Il a fait partie de l'équipe de Belgique de 1949 à 1965.
Jacky Brichant fut aussi un brillant joueur de basket-ball, cinq fois champion de Belgique avec le Royal IV (1952, 1953, 1954, 1957 et 1958) et participa à de nombreux matchs avec l'équipe nationale.
Son père Fernand était un joueur de football. Il porta les couleurs du Léopold CB et du Racing CB et fut deux fois international belge.

## Carrière
En 1950, Jacky Brichant est finaliste de l'All England Plate, tournoi de consolation regroupant des joueurs éliminés prématurément au tournoi de Wimbledon. Huitième de finaliste entre 1952 et 1954, il connut plus de succès à Roland-Garros à partir de 1956. Il y élimine en effet Budge Patty en huitièmes sur le score de 3-6, 4-6, 7-5, 7-5, 6-2. Il récidive en 1957, puis en 1958, il accède aux demi-finales grâce à des victoires sur Orlando Sirola (6-4, 6-3, 7-5) et Neale Fraser (5-7, 5-7, 7-5, 6-0, 6-3). Il s'incline contre le futur vainqueur, Mervyn Rose (10-9, 6-1, 6-3). Il est une dernière fois quart de finaliste en 1959, à la suite de sa nette victoire sur Kurt Nielsen (6-0, 6-1, 6-4).
Brillant joueur de Coupe Davis, il détient l'ensemble des records possibles au sein de l'équipe de Belgique. Il totalise en effet 52 victoires en simple pour 27 défaites et 19 victoires en double pour 22 défaites (Washer en a gagné 20). Il a participé à 42 rencontres pendant 17 ans et a formé avec Philippe Washer l'équipe belge de double la plus prolifique de l'histoire de la compétition (16 victoires).
Avec Washer, ils ont dans un premier temps atteint la finale du la zone européenne en 1952, perdue contre l'Italie. Ils les retrouvent en demi-finale 1953 et inversent la tendance, puisque Brichant parvient à se défaire de Fausto Gardini lors du 5e match décisif (6-2, 7-5, 4-6, 9-7). En finale, ils écartent les Danois, non sans difficulté. Lors des rencontres inter-zones en Australie, ils se débarrassent des Indiens (5-0) et affrontent les Américains en finale. Brichant fait sensation en écartant le n°1 mondial et vainqueur du tournoi de Wimbledon, Vic Seixas, le premier jour (6-3, 11-9, 2-6, 6-1). Il perd cependant ses deux autres matchs et l'équipe s'incline 4 à 1.
Après 3 années infructueuses, ils retrouvent la voie de succès en 1957. Ils rencontrent les Italiens en finale. Menés 2-1 le samedi, Brichant vient tout d'abord à bouts de Giuseppe Merlo dans un match accroché (6-8, 7-5, 6-8, 7-5, 6-1), avant que Washer ne donne la victoire aux Belges grâce à son succès inattendu sur Pietrangeli. En finale, de nouveau face aux Américains, les Belges passent près de l'exploit car Brichant mène 2 sets à 1 et 4-1 dans la 4e manche contre Herbert Flam. Mais, victime d'une insolation, il s'incline finalement 6-3, 4-6, 1-6, 6-3, 6-3 et la Belgique 3 à 2. Par la suite, il n'a pas fait mieux qu'un quart de finale (en 1960) et a joué ses dernières rencontres avec Eric Drossart jusqu'en 1965.

## Palmarès

### Titres en simple
- 1954 : International Championshps of the Ruhr-Area
- 1956 : Cannes, Knokke-le-Zoute, Spa, Baden-Baden
- 1957 : Nice, Monte Carlo, Beerschot, Knokke-le-Zoute
- 1958 : Menton, International Championships of the Ruhr-Area, Bruxelles Racing Club, Kitzbühel, Coupe Marcel Porée
- 1959 : Cannes, International Championships of the Ruhr-Area, Bruxelles, Blankenberge, Beerschot, Dutch Open, Knokke-le-Zoute, Barcelone
- 1960 : German international Covered Court Championships, Zurich, Cannes Gallia, Menton, Tunis, Saltsjöbaden, Ostende, Biarritz
- 1961 : Menton, Bruxelles Racing Club, Beerschot
- 1962 : Anvers

### Finales en simple
- 1951 : Le Touquet
- 1954 : Knokke-le-Zoute
- 1955 : Anvers, Spa
- 1956 : Beerschot
- 1958 : Championships of Russia, Stuttgart, German International Championships, Baden-Baden, Coupe Albert Canet
- 1959 : German international Covered Court Championships, Aix-en-Provence
- 1960 : Bruxelles Racing Club, Hanovre, Megève
- 1961 : International Championships of the Ruhr-Area
- 1963 : San Remo
- 1965 : Anvers

### Autres performances
- Championnats de Belgique de tennis :
  - Vainqueur en simple en 1955, 1956, 1957, 1958, 1959, 1960, 1961 et 1962.
  - Vainqueur en double en 1949, 1951, 1952, 1953, 1954, 1955 et 1957 avec Philippe Washer, en 1956 avec Gino Mezzi, en 1958 et 1959 avec Jack Van den Eynde, et en 1960 avec Jean-Pierre Froment.
- Championnats de Belgique de tennis indoor :
  - Vainqueur en simple en 1956, 1957, 1960 et 1962.

## Parcours dans les tournois duGrand Chelem

### En simple
| Année | Open d'Australie | Open d'Australie | Internationaux de France | Internationaux de France | Wimbledon       | Wimbledon     | US Open         | US Open    |
| ----- | ---------------- | ---------------- | ------------------------ | ------------------------ | --------------- | ------------- | --------------- | ---------- |
| 1947  | —                | —                | —                        | —                        | 1er tour (1/64) | J. Harper     | —               | —          |
| 1948  | —                | —                | —                        | —                        | 1er tour (1/64) | B. Falkenburg | —               | —          |
| 1949  | —                | —                | —                        | —                        | 1er tour (1/64) | P. Gonzales   | —               | —          |
| 1950  | —                | —                | —                        | —                        | 2e tour (1/32)  | V. Seixas     | 1er tour (1/64) | S. Clark   |
| 1951  | —                | —                | 2e tour (1/32)           | F. Ampon                 | 1er tour (1/64) | T. Ulrich     | —               | —          |
| 1952  | —                | —                | —                        | —                        | 1/8 de finale   | D. Savitt     | 3e tour (1/16)  | B. Bartzen |
| 1953  | —                | —                | —                        | —                        | 1/8 de finale   | M. Rose       | —               | —          |
| 1954  | —                | —                | 1/8 de finale            | B. Patty                 | 1/8 de finale   | V. Seixas     | —               | —          |
| 1955  | —                | —                | 1/8 de finale            | B. Patty                 | 2e tour (1/32)  | H. Stewart    | —               | —          |
| 1956  | —                | —                | 1/4 de finale            | A. Cooper                | 3e tour (1/16)  | A. Larsen     | —               | —          |
| 1957  | —                | —                | 1/4 de finale            | S. Davidson              | 3e tour (1/16)  | H. Flam       | —               | —          |
| 1958  | —                | —                | 1/2 finale               | M. Rose                  | 3e tour (1/16)  | U. Schmidt    | —               | —          |
| 1959  | —                | —                | 1/4 de finale            | I. Vermaak               | 2e tour (1/32)  | U. Segal      | —               | —          |
| 1960  | —                | —                | 1/8 de finale            | M. Santana               | 1er tour (1/64) | G. Merlo      | —               | —          |
| 1961  | —                | —                | 1/8 de finale            | R. Holmberg              | 3e tour (1/16)  | B. Hewitt     | —               | —          |
| 1962  | —                | —                | 2e tour (1/32)           | B. Phillips-Moore        | 1er tour (1/64) | T. Leius      | —               | —          |
| 1963  | —                | —                | 2e tour (1/32)           | B. Hewitt                | —               | —             | —               | —          |

N.B. : à droite du résultat se trouve le nom de l'ultime adversaire.

### En double
| Année | Open d'Australie | Open d'Australie | Internationaux de France | Internationaux de France | Wimbledon                                                                      | Wimbledon | US Open | US Open |
| ----- | ---------------- | ---------------- | ------------------------ | ------------------------ | ------------------------------------------------------------------------------ | --------- | ------- | ------- |
| 1950  | —                | —                | —                        | —                        | 1/4 de finale P. Washer \|\| style="text-align:left;" \| J. Drobný E. Sturgess | —         | —       |         |
| 1953  | —                | —                | —                        | —                        | 1/2 finale P. Washer \|\| style="text-align:left;" \| L. Hoad K. Rosewall      | —         | —       |         |

N.B. : le nom du ou de la partenaire se trouve sous le résultat ; les noms des ultimes adversaires se trouvent à droite.

### En double mixte
| Année | Championnats d'Australie | Championnats d'Australie | Internationaux de France            | Internationaux de France      | Wimbledon | Wimbledon | US National | US National |
| ----- | ------------------------ | ------------------------ | ----------------------------------- | ----------------------------- | --------- | --------- | ----------- | ----------- |
| 1954  | -                        | -                        | 1er tour (1/32) Christiane Mercelis | Barbara Kimbrell Basil Katz   | -         | -         | -           | -           |
| 1957  | -                        | -                        | 1er tour (1/32) Christiane Mercelis | Heather Robson Jeffrey Robson | -         | -         | -           | -           |
| 1958  | -                        | -                        | 3e tour (1/8) Christiane Mercelis   | Heather Segal Abe Segal       | -         | -         | -           | -           |

Sous le résultat, la partenaire ; à droite, l'ultime équipe adverse.

## Distinctions
- En 1957, il reçoit avec son partenaire de double Philippe Washer le Trophée national du Mérite sportif[3].
- En 2015, il reçoit à titre posthume le Mérite de la Coupe Davis[4].